# Nellis Air Force Base

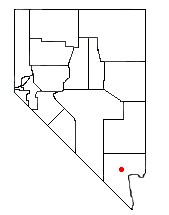
Posizione della Nellis Air Force Base all'interno dello stato del Nevada.

La Nellis Air Force Base, spesso abbreviata in Nellis AFB, è una base dell'United States Air Force (USAF, l'aeronautica militare statunitense) e un census-designated place sito nella Contea di Clark, nello stato del Nevada, immediatamente all'esterno del limite nord-orientale dell'area metropolitana di Las Vegas. Nel 2000 la base aveva 8.897 abitanti.
Nellis è una delle maggiori basi di addestramento per piloti di aerei da caccia sia degli Stati Uniti sia stranieri. La base porta il nome di William Harrell Nellis, un pilota di P-47 residente a Las Vegas morto in combattimento durante l'offensiva delle Ardenne, a cavallo tra il 1944 e il 1945.
La base principale si estende per circa 46 km². Il 62% dell'area è costituita da deserto non utilizzato, mentre il resto dell'area è pavimentata oppure contiene strutture di vario tipo.

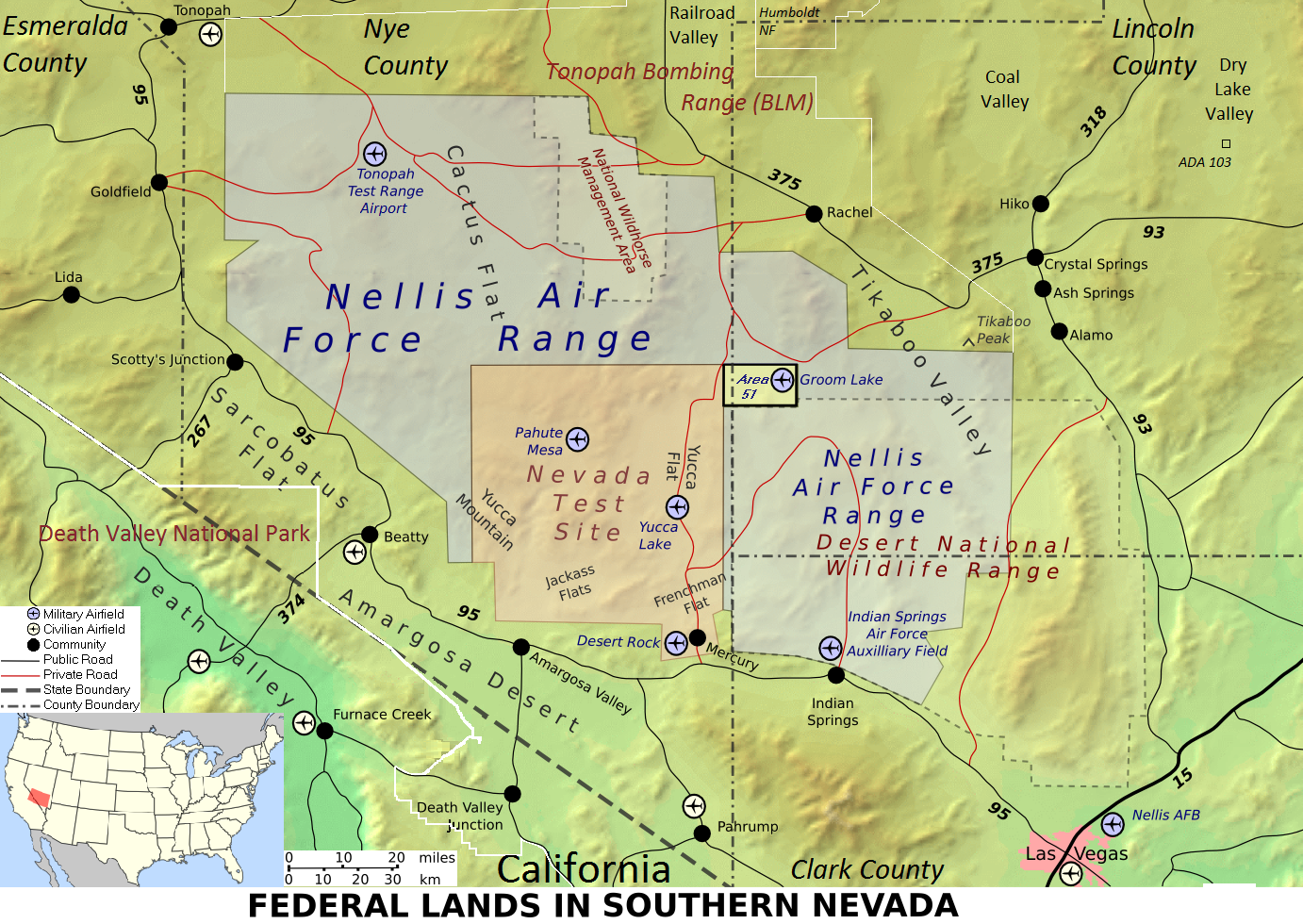
Cartina che mostra la localizzazione della Nellis AFB e della NAFR

## Le "aree" della base
La base è divisa in tre aree maggiori funzionali:
- Area I: include l'aeroporto e la maggior parte delle strutture di supporto alle missioni.
- Area II: a est della precedente, contiene depositi di munizioni.
- Area III: si trova poco al di là del Las Vegas Boulevard, e porta all'Area I. Contiene abitazioni, l'ospedale della base, parchi e spazi ricreativi.

L'area di test nucleari e di esplosivo convenzionale "Nellis Air Force Range" si trova a ovest nella contea di Nye e si estende su ulteriori contee.

## Storia
La storia della base ha inizio con un'indagine conoscitiva nell'ottobre 1940 da parte del maggiore David M. Schlatter dello Army Air Corps, che esaminava alcune località del sud-ovest degli Stati Uniti cercando un luogo adatto a una scuola di mitragliamento e cannoneggiamento aereo. Las Vegas aveva il vantaggio del suo cielo limpido che permetteva il volo a vista per tutto l'anno, oltre al fatto di essere una città allora impoverita a causa dell'abbandono delle miniere e che era molto disponibile a ospitare una base militare.
Il 2 gennaio del 1941 il consiglio comunale di Las Vegas acquistò una pista allora utilizzata dalla compagnia Western Air Express e tre giorni dopo la diede in leasing all'U.S. Air Corps, con il proposito di utilizzare la pista sia per velivoli militari sia civili.

### Costruzione
La costruzione del "Las Vegas Army Air Field" incominciò nel marzo 1941. Il primo comandante, il colonnello Martinus Stenseth, arrivò a maggio. Molto dell'iniziale addestramento al mitragliamento cominciò nel gennaio 1942, e utilizzava mitragliatrici pesanti montate su camion da impiegare contro bersagli montati su vagoni ferroviari, in modo da abituare i corsisti a sparare contro bersagli mobili.
Lo scoppio della seconda guerra mondiale rese di estrema importanza la base, e alla fine del 1942 vi erano 9.117 mitraglieri che avevano superato i corsi e che volavano su aerei come il Martin B-10, il AT-6, il B-17 Flying Fortress, il B-24 Liberator e il B-26 Marauder.

### Addestramento mitraglieri di coda
All'apice delle sessioni di addestramento nel 1943 e 1944, più di 15.000 uomini e donne si trovavano nella base. Gli attori Ronald Reagan e Burgess Meredith vi giunsero per aiutare a produrre il film propagandistico Rear Gunner. Gran parte dell'addestramento serviva per i mitraglieri dei B-17, ma dal 1945 l'enfasi si spostò sui B-29.
Un'importante innovazione fu l'utilizzo di un aeroplano specialmente progettato come bersaglio, l'RP-63, che era sufficientemente corazzato per resistere agli impatti dei proiettili frangibili. Verso la fine della guerra, la scuola aveva addestrato più di 45.000 mitraglieri per i B-17 e più di 3.000 per i B-29.
La base venne rinominata Nellis Air Force Base il 30 aprile del 1950. Poco dopo ci fu la necessità di addestrare piloti per la guerra di Corea, all'inizio con i P-51 Mustang e successivamente con gli F-80 Shooting Star e F-86 Sabre.
La base divenne anche un centro sperimentale per i test di nuovi tipi di velivoli.
La pattuglia acrobatica dei Thunderbirds si spostò a Nellis il 1º giugno del 1956, dove sono ancora di base (2006), assieme ai F-100 Super Sabre; gli F-105 Thunderchief arrivarono nel 1960. Nel giugno del 1962 due incidenti in un solo giorno forzarono la messa a terra di tutti gli F-105 per valutazioni e modifiche.
Nel 1966 venne creato il Tactical Fighter Weapons Center per unificare la ricerca e l'addestramento nella base, e nel 1969 gli ultimi F-100 venivano ritirati dal servizio.

### Scuola avanzata di combattimento
Nel 1969 venne attivato il 57th Fighter Wing per incominciare con la scuola di armamenti USAF Weapons. Fornisce addestramento a livello di graduate level su tutte le armi che i piloti dell'USAF potrebbero utilizzare, includendo tattiche per il combattimento aria-aria, sia con mitragliatrici sia con missili, e per l'attacco al suolo. I diplomati seguono anche corsi basici sulla manutenzione dei sistemi del velivolo, specialmente per determinare se un sistema è stato male installato durante l'ispezione visiva del velivolo prima del decollo.
Questa scuola venne creata come risposta a quanto sul combattimento aria-aria durante la guerra del Vietnam, ed è paragonabile alla Fighter Weapons School (più nota come Top Gun) della marina statunitense; dopo le numerose perdite in quella guerra, vennero istituite le esercitazioni Red Flag a Nellis.
Alcuni piloti formano il 64th Aggressor Squadron che simula le tattiche dei velivoli nemici. Attualmente volano su F-16, in accordo alla dottrina del simulare una forza nemica standard, e ingaggiano finti dogfights (combattimenti aerei) con squadroni in visita, provenienti sia dagli Stati Uniti sia da paesi alleati degli USA (anche dall'Italia). I migliori piloti volano nel 65th Aggressor Squadron e volano su F-15, nei suoi primi impieghi come velivolo "avversario".
Nel 1988 il cacciabombardiere stealth Lockheed F-117A Nighthawk venne presentato qui: era stato sviluppato e testato al Tonopah Test Range, una struttura più piccola nella parte nord della vicina Nellis Air Force Range, nel deserto a nord di Las Vegas.
Il 14 gennaio del 2003, venne spedito alla base il primo Lockheed-Boeing F-22 Raptor. La base di Nellis è stata scelta come luogo per la valutazione dello sviluppo delle capacità dell'F-22 e per la sua scuola di armamenti. Il 21 dicembre del 2004 un F-22A si schiantò al decollo, segnando il primo incidente nella base sin dal marzo del 1996 e il primo incidente per un F-22 dal 1992.
Lo Unmanned Aerial Vehicle Center for Excellence ("Centro per l'eccellenza dei veicoli aerei senza pilota") venne creato nella Creech Air Force Base nel 2005 per valutare e sviluppare le capacità militari del velivolo non pilotato RQ-1 Predator.
A luglio del 2015, l'aviazione statunitense ha per la prima volta sganciato con successo una bomba B61-12 armata di inerte, a bordo di un velivolo F15 Eagle decollato dalla base di Nellis, nel Nevada.

## Geografia
Secondo l'Ufficio del censimento degli Stati Uniti, la base ha un'area totale di 8 km2 in un comprensorio di solo terreno. Secondo le statistiche USA viene considerato un census-designated place del Censo degli Stati Uniti, e dunque si dispone di informazioni demografiche specifiche sui residenti della base. Nel 2000, la base aveva una popolazione di 8.896 abitanti.

## Unità assegnate
Come conseguenza della sua ampia gamma di funzioni (addestramento avanzato, test sperimentali e nucleari), la base di Nellis ospita più squadroni rispetto a qualsiasi altra base dell'USAF.
Unità militari assegnate a questo complesso di basi:
- 53d Wing basato nella Eglin Air Force Base
  - 53d Test and Evaluation Group
    - 422d Test and Evaluation Squadron

  - 53d Test Management Group Eglin Air Force Base
    - 59th Test and Evaluation Squadron
- 57th Wing
  - 57th Operations Group
    - 11th Reconnaissance Squadron
    - 15th Reconnaissance Squadron
    - 17th Reconnaissance Squadron
    - 30th Reconnaissance Squadron

  - 57th Adversary Tactics Group
    - 57th Operations Support Squadron
    - 64th Aggressor Squadron
    - 65th Aggressor Squadron
    - 414th Combat Training Squadron (Red Flag)
    - 507th Combat Training Squadron
    - 547th Intelligence Squadron (IS)

  - United States Air Force Air Ground Operations School (USAF AGOS)
    - 6th Combat Training Squadron
    - 12th Combat Traininig Squadron
    - 548th Combat Traininig Squadron
    - 549th Combat Traininig Squadron

  - 57th Maintenance Group
    - 57th Logistics Support Squadron
    - 57th Aircraft Maintenance Squadron
    - 57th Component Maintenance Squadron
    - 57th Equipment Maintenance Squadron
    - 757th Aircraft Maintenance Squadron

  - USAF Advanced Maintenance and Munitions Officer School
  - USAF Weapons School
  - USAF Air Demonstration Squadron. The Thunderbirds (squadron)
- 98th Range Wing
- 99th Air Base Wing responsabile delle operazioni delle basi di Nellis e Creech
  - 99th Comptroller Squadron
  - 99th Medical Group
    - 99th Medical Support Squadron
    - 99th Aerospace Medicine Squadron
    - 99th Medical Operations Squadron
    - 99th Dental Squadron

  - 99th Security Forces Group
    - 99th Security Forces Squadron
    - 99th Security Support Squadron
    - 99th Ground Combat Training Squadron

  - 99th Mission Support Group
    - 99th Communications Squadron
    - 99th Civil Engineer Squadron
    - 99th Mission Support Squadron
    - 99th Contracting Squadron
    - 99th Services Squadron
    - 99th Logistics Readiness Squadron

  - 99th Civil Engineer Squadron
  - 99th Mission Support Squadron
  - 99th Communications Squadron
  - 99th Services Squadron
  - 99th Contracting Squadron
  - 99th Logistics Readiness Squadron